# Dirty Drug
Der Begriff Dirty Drug (zu Deutsch schmutziges Medikament) bezeichnet im pharmakologischen Sprachgebrauch ein Medikament, das an verschiedene molekulare Bindestellen oder Rezeptoren bindet. Dadurch wird zwar eine große Bandbreite an Wirkungen erzielt, es kommt aber auch häufig zu unbeabsichtigten und unvorhersehbaren Nebenwirkungen. Heutzutage wird versucht, bei Medikamenten eine möglichst spezifische Wirkung zu erreichen, um die unerwünschten Effekte möglichst gering zu halten.

## Beispiele
- Alle ergolinen Dopaminagonisten, d. h. Dopaminagonisten, die aus den Mutterkornalkaloiden abgeleitet werden (siehe auch Lisurid). Sie wirken an verschiedenen Rezeptoren und nicht nur den Dopamin-Rezeptoren, auf die sie eigentlich abzielen sollten.
- Modafinil[1]
- Ibogain
- Mirtazapin[2]